# Eslavización

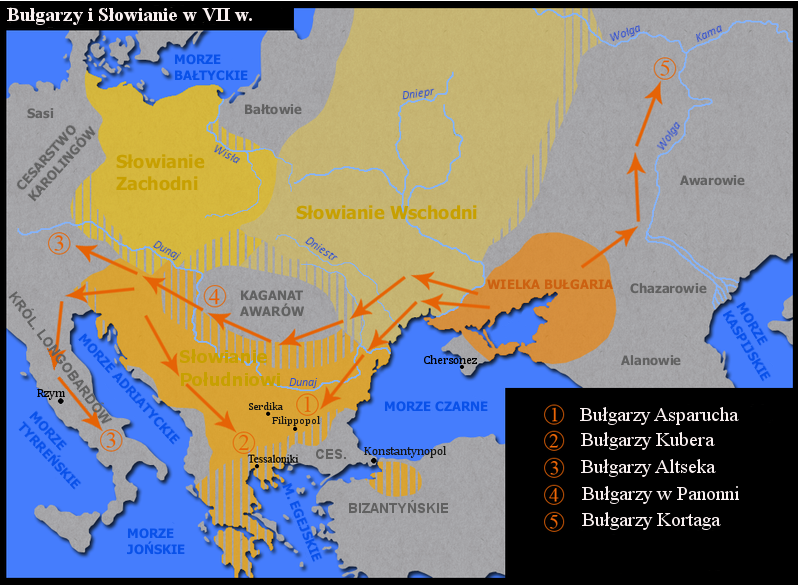
Migración eslava

Eslavización es un término usado para describir un cambio cultural en el que algo no eslavo pasa a ser eslavo. Este proceso puede ser bien voluntario, o aplicando varios grados de fuerza (utilizando el poder coercitivo).
El término se usa principalmente en conexión con grupos serbios, croatas, griegos, rumanos, rusos, alemanes, húngaros y variados grupos étnicos en Europa y Asia durante períodos históricos.